# Acrocercops iraniana
Acrocercops iraniana är en fjärilsart som beskrevs av Paolo Triberti 1990. Acrocercops iraniana ingår i släktet Acrocercops och familjen styltmalar.
Artens utbredningsområde är Iran. Inga underarter finns listade i Catalogue of Life.